# Liste ehemaliger deutscher Rekorde im Bahnradsport
In dieser Liste werden ehemalige, nicht mehr aktuelle deutsche Rekorde im Bahnradsport aufgelistet. Die aktuellen Rekorde befinden sich auf der Liste der deutschen Rekorde im Bahnradsport.

## Frauen
| Disziplin                    | Name                                                                 | Zeit                                  | Datum                              | Ort                                                   | Veranstaltung                       |
| ---------------------------- | -------------------------------------------------------------------- | ------------------------------------- | ---------------------------------- | ----------------------------------------------------- | ----------------------------------- |
| 200 Meter, fliegender Start  | Lea Sophie Friedrich                                                 | 10,310 s                              | 6. August 2021                     | Izu Velodrome in Izu                                  | Olympische Sommerspiele 2020        |
| 200 Meter, fliegender Start  | Kristina Vogel                                                       | 10,384 s ( bis zum 5. September 2019) | 7. Dezember 2013                   | Velodromo Bicentario in Aguascalientes                | Bahnrad-Weltcup 2013/14             |
| 500 Meter, stehender Start   | Miriam Welte                                                         | 33,062 s                              | 6. Dezember 2013                   | Velodromo Bicentenario in Aguascalientes              | Bahnrad-Weltcup 2013/14             |
| 500 m Teamsprint             | Lea Sophie Friedrich Emma Hinze                                      | 31,905 s                              | 2. August 2021                     | Izu Velodrome in Izu                                  | Olympische Sommerspiele 2020        |
| 500 m Teamsprint             | Kristina Vogel Miriam Welte                                          | 32,153 s ( bis 2015)                  | 5. Dezember 2013                   | Velodromo Bicentenario in Aguascalientes              | Bahnrad-Weltcup 2013/14             |
| 750 m Teamsprint             | Lea Sophie Friedrich Emma Hinze Pauline Grabosch                     | 46,064 s                              | 20. Oktober 2021                   | Vélodrome Couvert Régional Jean Stablinski in Roubaix | UCI-Bahn-Weltmeisterschaften 2021   |
| 3000 m Einerverfolgung       |                                                                      |                                       |                                    |                                                       |                                     |
| Lisa Brennauer               | 3:18,320 min                                                         | 29. Februar 2020                      | Velodrom in Berlin                 | UCI-Bahn-Weltmeisterschaften 2020                     |                                     |
| Lisa Brennauer               | 3:25,697 min                                                         | 2. März 2019                          | BGŻ BNP Paribas Arena in Pruszków  | UCI-Bahn-Weltmeisterschaften 2019                     |                                     |
| Lisa Brennauer               | 3:23,401 min                                                         | 18. Oktober 2019                      | Omnisport in Apeldoorn             | UEC-Bahn-Europameisterschaften 2019                   |                                     |
| Lisa Brennauer               | 3:26,879 min                                                         | 4. August 2018                        | Sir Chris Hoy Velodrome in Glasgow | UEC-Bahn-Europameisterschaften 2018                   |                                     |
| Lisa Brennauer               | 3:32,485 min                                                         | 3. März 2018                          | Omnisport in Apeldoorn             | UCI-Bahn-Weltmeisterschaften 2018                     |                                     |
| Gudrun Stock                 | 3:33,687 min                                                         | 9. Juni 2017                          | Oderlandhalle in Frankfurt (Oder)  | Deutsche Meisterschaften im Bahnradsport 2017         |                                     |
| Gudrun Stock                 | 3:34,325 min                                                         | 15. April 2017                        | Hong Kong Velodrome in Hongkong    | UCI-Bahn-Weltmeisterschaften 2017                     |                                     |
| Judith Arndt                 | 3:34,42 min                                                          | 1998                                  | Oderlandhalle in Frankfurt/Oder    |                                                       |                                     |
| 4000 m Mannschaftsverfolgung | Franziska Brauße Lisa Brennauer Lisa Klein Gudrun Stock              | 4:14,522 min                          | 8. November 2019                   | Sir Chris Hoy Velodrome in Glasgow                    | Bahnrad-Weltcup 2019/20 Lauf II     |
| 4000 m Mannschaftsverfolgung | Franziska Brauße Lisa Brennauer Lisa Klein Gudrun Stock              | 4:14,836 min                          | 1. November 2019                   | Minsk-Arena in Minsk                                  | Bahnrad-Weltcup 2019/20 Lauf I      |
| 4000 m Mannschaftsverfolgung | Franziska Brauße Lisa Brennauer Lisa Klein Mieke Kröger Gudrun Stock | 4:16,328 min                          | 16. Oktober 2019                   | Omnisport in Apeldoorn                                | UEC-Bahn-Europameisterschaften 2019 |
| 4000 m Mannschaftsverfolgung | Charlotte Becker Franziska Brauße Lisa Brennauer Lisa Klein          | 4:19,668 min                          | 27. Oktober 2018                   | Avantidrome in Milton                                 | Bahnrad-Weltcup 2018/19 Lauf II     |
| 4000 m Mannschaftsverfolgung | Charlotte Becker Franziska Brauße Lisa Brennauer Lisa Klein          | 4:21,421 min                          | 19. Oktober 2018                   | Vélodrome National in Saint-Quentin-en-Yvelines       | Bahnrad-Weltcup 2018/19 Lauf I      |
| 4000 m Mannschaftsverfolgung | Charlotte Becker Lisa Brennauer Mieke Kröger Gudrun Stock            | 4:23,105 min                          | 3. August 2018                     | Sir Chris Hoy Velodrome in Glasgow                    | UEC-Bahn-Europameisterschaften 2018 |
| 4000 m Mannschaftsverfolgung | Charlotte Becker Lisa Brennauer Franziska Brauße Gudrun Stock        | 4:24,369 min                          | 1. März 2018                       | Omnisport in Apeldoorn                                | UCI-Bahn-Weltmeisterschaften 2018   |
| 4000 m Mannschaftsverfolgung | Charlotte Becker Lisa Brennauer Lisa Klein Gudrun Stock              | 4:25,355 min                          | 18. Oktober 2017                   | Velodrom in Berlin                                    | UEC-Bahn-Europameisterschaften 2017 |
| 4000 m Mannschaftsverfolgung | Charlotte Becker Mieke Kröger Stephanie Pohl Gudrun Stock            | 4:29,891 min                          | 7. November 2014                   | Velódromo Panamericano in Guadalajara                 | Bahnrad-Weltcup 2014/15             |
| 4000 m Mannschaftsverfolgung | Stephanie Pohl Mieke Kröger Tatjana Paller Gudrun Stock              | 4:36,81 min                           | 5. Dezember 2013                   | Velodromo Bicentario in Aguascalientes                | Bahnrad-Weltcup 2013/14             |

## Männer
| Disziplin                                                      | Name            | Zeit              | Datum                                                 | Ort                                           | Veranstaltung                     |
| -------------------------------------------------------------- | --------------- | ----------------- | ----------------------------------------------------- | --------------------------------------------- | --------------------------------- |
| 200 Meter, fliegender Start                                    | Maximilian Levy | 9,563 s           | 6. Dezember 2013                                      | Velodromo Bicentenario in Aguascalientes      | Bahnrad-Weltcup 2013/14           |
| 1000 Meter                                                     | Stefan Nimke    | 1:00,082 min      | 5. April 2012                                         | Hisense Arena in Melbourne                    | UCI-Bahn-Weltmeisterschaften 2012 |
| 4000 m Einerverfolgung                                         |                 |                   |                                                       |                                               |                                   |
| Nicolas Heinrich                                               | 4:08,272 min    | 22. April 2022    | Sir Chris Hoy Velodrome in Glasgow                    | UCI Track Cycling Nations’ Cup 2022           |                                   |
| Tobias Buck-Gramcko                                            | 4:08,596 min    | 22. Oktober 2021  | Vélodrome Couvert Régional Jean Stablinski in Roubaix | UCI-Bahn-Weltmeisterschaften 2021             |                                   |
| Felix Groß                                                     | 4:08,928 min    | 28. Februar 2020  | Velodrom in Berlin                                    | UCI-Bahn-Weltmeisterschaften 2020             |                                   |
| Domenic Weinstein                                              | 4:09,091 min    | 1. März 2019      | BGŻ BNP Paribas Arena in Pruszków                     | UCI-Bahn-Weltmeisterschaften 2019             |                                   |
| Domenic Weinstein                                              | 4:13,073 min    | 5. August 2018    | Sir Chris Hoy Velodrome in Glasgow                    | UEC-Bahn-Europameisterschaften 2018           |                                   |
| Domenic Weinstein                                              | 4:13,453 min    | 9. Juni 2017      | Oderlandhalle in Frankfurt (Oder)                     | Deutsche Meisterschaften im Bahnradsport 2017 |                                   |
| Domenic Weinstein                                              | 4:17,417 min    | 4. Oktober 2015   | Oderlandhalle in Frankfurt (Oder)                     | Herbstüberprüfung der Nationalmannschaft      |                                   |
| Robert Bartko                                                  | 4:18,18 min     | 21. Oktober 1999  | Berlin                                                | UCI-Bahn-Weltmeisterschaften 1999             |                                   |
| 4000 m Mannschaftsverfolgung                                   |                 |                   |                                                       |                                               |                                   |
| Felix Groß Leon Rohde Domenic Weinstein Theo Reinhardt         | 3:51,165 min    | 29. November 2019 | Hong Kong Velodrom 🇭🇰 Hong Kong                       | Bahnrad-Weltcup 2019/20 Lauf III              |                                   |
| Felix Groß Nils Schomber Domenic Weinstein Theo Reinhardt      | 3:52,685 min    | 1. November 2019  | Minsk-Arena in Minsk                                  | Bahnrad-Weltcup 2019/20 Lauf I                |                                   |
| Felix Groß Nils Schomber Domenic Weinstein Theo Reinhardt      | 3:53,974 min    | 16. Oktober 2019  | Omnisport in Apeldoorn                                | UEC-Bahn-Europameisterschaften 2019           |                                   |
| Felix Groß Leon Rohde Domenic Weinstein Theo Reinhardt         | 3:55,303 min    | 18. Oktober 2018  | Vélodrome National in Saint-Quentin-en-Yvelines       | Bahnrad-Weltcup 2018/19 Lauf I                |                                   |
| Theo Reinhardt Nils Schomber Kersten Thiele Domenic Weinstein  | 3:56,903 min    | 12. August 2016   | Rio Olympic Velodrome in Rio de Janeiro               | Olympische Sommerspiele 2016                  |                                   |
| Henning Bommel Theo Reinhardt Kersten Thiele Domenic Weinstein | 3:57,116 min    | 19. Februar 2015  | Vélodrome National in Saint-Quentin-en-Yvelines       | UCI-Bahn-Weltmeisterschaften 2015             |                                   |
| Henning Bommel Theo Reinhardt Leon Rohde Nils Schomber         | 3:57,507 min    | 8. November 2014  | Velódromo Panamericano in Guadalajara                 | Bahnrad-Weltcup 2014/15                       |                                   |
| Henning Bommel Theo Reinhardt Nils Schomber Kersten Thiele     | 3:59,14 min     | 5. Dezember 2013  | Velodromo Bicentario in Aguascalientes                | Bahnrad-Weltcup 2013/14                       |                                   |
| Felix Groß Kersten Thiele Maximilian Beyer Theo Reinhardt      | 3:56,594 min    | 1. März 2018      | Omnisport in Apeldoorn                                | UCI-Bahn-Weltmeisterschaften 2018             |                                   |

## Juniorinnen
| Disziplin                    | Name                                                                     | Zeit                    | Datum              | Ort                                    | Veranstaltung                                        |
| ---------------------------- | ------------------------------------------------------------------------ | ----------------------- | ------------------ | -------------------------------------- | ---------------------------------------------------- |
| 200 Meter, fliegender Start  | Emma Hinze                                                               | 11,270 s                | 21. August 2015    | Saryarka Velodrome in Astana           | UCI-Bahn-Weltmeisterschaften der Junioren 2015       |
| 500 m Zeitfahren             | Lea Sophie Friedrich                                                     | 33,922 s                | 18. August 2018    | Aigle                                  | UCI-Bahn-Weltmeisterschaften der Junioren 2018       |
| 500 m Zeitfahren             | Pauline Grabosch                                                         | 34,657 s ()             | 20. August 2015    | Saryarka Velodrome in Astana           | UCI-Bahn-Weltmeisterschaften der Junioren 2015       |
| 500 m Zeitfahren             | Emma Hinze                                                               | 35,188 s                | 16. Juli 2015      | Olympisches Velodrom Athen in Athen    | UEC-Bahn-Europameisterschaften der Junioren/U23 2015 |
| 500 m Zeitfahren             | Emma Hinze                                                               | 35,349 s                | 10. Juni 2015      | Velodrom in Berlin                     | Deutsche Meisterschaften im Bahnradsport 2015        |
| 500 m Zeitfahren             | Doreen Heinze                                                            | 35,803 s                | 24. Juli 2014      | Velódromo Nacional in Sangalhos        | UEC-Bahn-Europameisterschaften der Junioren 2014     |
| 500 m Zeitfahren             | Kristina Vogel                                                           | 35,88 s                 | 2007               | Oderlandhalle in Frankfurt/Oder        |                                                      |
| 500 Meter Teamsprint         | Doreen Heinze Emma Hinze                                                 | 34,689 s                | 26. Juli 2014      | Velódromo Nacional in Sangalhos        | UEC-Bahn-Europameisterschaften der Junioren/U23 2014 |
| 500 Meter Teamsprint         | Christina Konsulke Charlott Arndt                                        | 36,04 s                 | August 2010        | Velodromo Fassa Bortolo in Montichiari | UCI-Bahn-Weltmeisterschaften der Junioren 2010       |
| 2000 m Einerverfolgung       | Franzi Arendt                                                            | 2:23,05 min             | 29. Mai 2021       | Oderlandhalle in Frankfurt (Oder)      | Überprüfungsrennen des BDR                           |
| 2000 m Einerverfolgung       | Hanka Kupfernagel                                                        | 2:25,27 min ( bis 2007) | 14. September 1992 | Velodrome Konstantinidis               | UCI-Bahn-Weltmeisterschaften der Junioren 1992       |
| 4000 m Mannschaftsverfolgung | Ricarda Bauernfeind Lena Charlotte Reißner Finja Smekal Friederike Stern | 4:39,831 min            | 22. August 2018    | World Cycling Centre in Aigle          | UEC-Bahn-Europameisterschaften der Junioren/U23 2018 |
| 4000 m Mannschaftsverfolgung | Ricarda Bauernfeind Lena Charlotte Reißner Finja Smekal Friederike Stern | 4:40,481 min            | 16. August 2018    | World Cycling Centre in Aigle          | UCI-Bahn-Weltmeisterschaften der Junioren 2018       |
| 4000 m Mannschaftsverfolgung | Paulina Klimsa Ricarda Bauernfeind Mareike Germann Clara Hamberger       | 4:46,858 min            | 8. Juni 2017       | Oderlandhalle in Frankfurt (Oder)      | Deutsche Meisterschaften im Bahnradsport 2017        |
| 4000 m Mannschaftsverfolgung | Anna Knauer Tatjana Paller Lisa Klein Gudrun Stock                       | 4:48,110 min            | 8. August 2013     | Emirates Arena in Glasgow              | UCI-Bahn-Weltmeisterschaften der Junioren 2013       |

## Junioren
| Disziplin                    | Name                                                                   | Zeit               | Datum                                  | Ort                                            | Veranstaltung                                        |
| ---------------------------- | ---------------------------------------------------------------------- | ------------------ | -------------------------------------- | ---------------------------------------------- | ---------------------------------------------------- |
| 1000-Meter-Zeitfahren        |                                                                        |                    |                                        |                                                |                                                      |
| 1000 Meter, stehender Start  | Tobias Buck-Gramcko                                                    | 1:01,328 min       | 18. August 2019                        | Oderlandhalle in Frankfurt (Oder)              | Bahnradsport-Weltmeisterschaften der Junioren 2019   |
| Carl Hinze                   | 1:02,063 min                                                           | 27. August 2017    | Velodromo Fassa Bortolo in Montichiari | UCI-Bahn-Weltmeisterschaften der Junioren 2017 |                                                      |
| Carl Hinze                   | 1:02,968 min                                                           | 24. September 2016 | Oderlandhalle in Frankfurt (Oder)      | BDR-Sichtungsrennen                            |                                                      |
| Maximilian Dörnbach          | 1:03,129 min                                                           | 9. August 2013     | Emirates Arena in Glasgow              | UCI-Bahn-Weltmeisterschaften der Junioren 2013 |                                                      |
| Daniel Rackwitz              | 1:03,30 min                                                            | 2007               | Aguascalientes                         | UCI-Bahn-Weltmeisterschaften der Junioren 2007 |                                                      |
| 750-Meter-Teamsprint         | Timo Bichler Elias Edbauer Carl Hinze                                  | 45,406 s           | 18. Juli 2017                          | Velódromo Nacional in Anadia                   | UEC-Bahn-Europameisterschaften der Junioren/U23 2017 |
| 750-Meter-Teamsprint         | Patryk Rahn Jan May Maximilian Dörnbach                                | 45,581 s           | 7. August 2013                         | Emirates Arena in Glasgow                      | UCI-Bahn-Weltmeisterschaften der Junioren 2013       |
| 750-Meter-Teamsprint         | Stefan Bötticher Philip Hindes Robert Kanter                           | 45,90 s            | 11. August 2010                        | Velodromo Fassa Bortolo in Montichiari         | UCI-Bahn-Weltmeisterschaften der Junioren 2010       |
| 3000-Meter-Einerverfolgung   | Nicolas Heinrich                                                       | 3:12,884 min       | 11. Juli 2019                          | Vlaams Wielercentrum Eddy Merckx in Gent       | UEC-Bahn-Europameisterschaften der Junioren/U23 2019 |
| 3000-Meter-Einerverfolgung   | Leo Appelt                                                             | 3:15,432 min       | 22. August 2015                        | Saryarka Velodrome in Astana                   | UCI-Bahn-Weltmeisterschaften der Junioren 2015       |
| 3000-Meter-Einerverfolgung   | Leo Appelt                                                             | 3:16,848 min       | 10. Juni 2015                          | Velodrom in Berlin                             | Deutsche Meisterschaften im Bahnradsport 2015        |
| 3000-Meter-Einerverfolgung   | Nils Schomber                                                          | 3:17,190 min       | 16. August 2012                        | Oderlandhalle in Frankfurt/Oder                | Deutsche Meisterschaften im Bahnradsport 2015        |
| 4000 m Mannschaftsverfolgung | Max Gehrmann Calvin Dik Jannis Peter Tobias Buck-Gramcko               | 4:07,401 min       | 22. August 2018                        | World Cycling Centre in Aigle                  | UEC-Bahn-Europameisterschaften der Junioren/U23 2018 |
| 4000 m Mannschaftsverfolgung | Nikias Arndt Lucas Liß Christopher Muche Kersten Thiele                | 4:07,97 min        | 17. August 2011                        | Velodrom von Krylatskoje in Moskau             | UCI-Bahn-Weltmeisterschaften der Junioren 2011       |
| 4000 m Mannschaftsverfolgung | Hannes Wilksch Tobias Buck-Gramcko Nicolas Heinrich Pierre-Pascal Keup | 4:01,680 min       | 10. Juli 2019                          | Vlaams Wielercentrum Eddy Merckx in Gent       | UEC-Bahn-Europameisterschaften der Junioren/U23 2019 |